# Druhá intifáda
Druhá intifáda známá také jako Intifáda al-Aksá (arabsky: انتفاضة الاقصى, Intifāḍat El Aqṣa nebo Intifāḍat Al Aqṣa; hebrejsky: אינתיפאדת אל-אקצה; Intifādat El-Aqtzah) byl hlavní dlouhodobý zdroj násilí mezi Palestinci a Izraelci. Naplno propukla 29. září 2000, sedm let po skončení první intifády. Záminkou se jí stala návštěva tehdejšího opozičního představitele strany Likud, Ariela Šarona na Chrámové hoře 28. září.

## Vývoj

### Vzestup Ehuda Baraka a mírová iniciativa Billa Clintona
V květnu 1999 se v Izraeli konaly předčasné parlamentní volby, ve kterých zvítězil předseda Strany práce Ehud Barak. Jím vytvořená vláda však byla velmi nesourodá, obsahující politické strany jak levicového spektra (Merec), tak například ultrakonzervativní uskupení Šas. Nový izraelský premiér oproti svému předchůdci Benjaminu Netanjahuovi byl ochoten pro zmírnění napětí a řešení konfliktu s Araby nabídnout dalekosáhlejší ústupky. Mezi jeho hlavní iniciativy patřilo stažení izraelské armády po 22 letech z jižního Libanonu.
Za těchto okolností se pokusil tehdejší americký prezident Bill Clinton zprostředkovat dohodu mezi Izraelci a Palestinci v létě roku 2000 a navázat tak na úspěch posledního demokratického prezidenta Jimmyho Cartera z roku 1979, kdy byla podepsána Egyptsko-izraelská mírová smlouva. Mírovou dohodu chtěl uzavřít ještě před koncem svého funkčního období, které končil v roce 2001 a prezentovat se tak jako mírotvůrce. Jeho oponenti však namítali, že by se celá situace mohla zhoršit za předpokladu, že by jednání ztroskotala, což by podpořilo radikální skupiny obou stran.

### Summit v Camp Davidu
Summit představitelů obou stran byl dohodnut na 11. července 2000 v Camp Davidu, ve venkovském sídle amerických prezidentů, což mělo i symbolický význam, jelikož právě zde se Carterovi v září 1978 podařilo usmířit zástupce Egypta a Izraele. Tyto dvě situace však byly v jádru značně odlišné. Ani jeden z vůdců neměl ve své zemi silný mandát. Jásir Arafat byl pod tlakem islámských radikálů, zejména z hnutí Hamas, premiér Ehud Barak pak neměl většinu v Knesetu a nestabilní koalice stran se také ukázala jako problém.
Na programu jednání v Camp Davidu byly hlavní sporné otázky. Stěžejní pak byla zejména otázka statusu Jeruzaléma, návrat palestinských uprchlíků a vytyčení hranic zamýšleného Palestinského státu. V otázce Jeruzaléma Arafat požadoval plnou vládu nad východní částí města, včetně Starého města, která by se posléze stala hlavním městem budoucího palestinského státu. To však bylo ze strany Izraele nepřijatelné. Otázka palestinských uprchlíků – kterých bylo původně v r. 1948 asi 726 000 (podle odhadu OSN) a během 50 let stoupl jejich počet přirozeným populačním růstem na 3,8 milionů – byla také sporná, protože Izrael byl ochoten připustit návrat maximálně čtvrtiny z nich. V otázce hranic se počítalo s tím, že Palestinci dostanou Západní břeh Jordánu (který patřil Jordánsku, ale král Husajn I. se jej v roce 1988 vzdal ve prospěch Palestinců) a Pásmo Gazy. Jako problém se ovšem ukázala existence židovských osad na těchto územích.

### Kompromis Ehuda Baraka
Pro vyřešení sporu navrhl Ehud Barak maximum možného, tj. předání 91% Izraelem spravovaného území. Izrael by si ponechal stávající hlavní židovské osady, evakuoval 63 okrajových a zbývající území by bylo vykompenzováno předáním jiné izraelské půdy. Dále by Izrael umožnil návrat části uprchlíků a byl by ochoten zaplatit odškodné v jím stanovené výši. Na oplátku by Palestinci uznali svrchovanost Izraele nad Jeruzalémem, k posvátným muslimským místům na Chrámové hoře by byl vytvořen zvláštní koridor a eventuálně by byla možná palestinská správa nad arabskými čtvrtěmi Jeruzaléma. Všechny tyto návrhy byly však předsedou PS Jásirem Arafatem odmítnuty.
Bill Clinton následně navrhl kompromisní řešení statutu Jeruzaléma, kdy by v některých jeho částech byla možná společná správa. To však odmítly obě strany.
Krach jednání v Camp Davidu (25. 7.) znamenal změny na izraelské politické scéně. Koncem července 2000 se konaly prezidentské volby v nichž proti sobě stáli Šimon Peres a Moše Kacav a překvapivě v nich zvítězil Moše Kacav. Kneset ve stejnou dobu hlasoval o důvěře vládě Ehuda Baraka, který svou pozici velmi těsně obhájil. K dalšímu oslabení Barakovy vlády došlo, když odstoupil její ministr zahraničí David Levy poté, co Ehud Barak odmítl jeho požadavek na vytvoření nové vlády společně se stranou Likud.

### Návštěva Ariela Šarona na Chrámové hoře

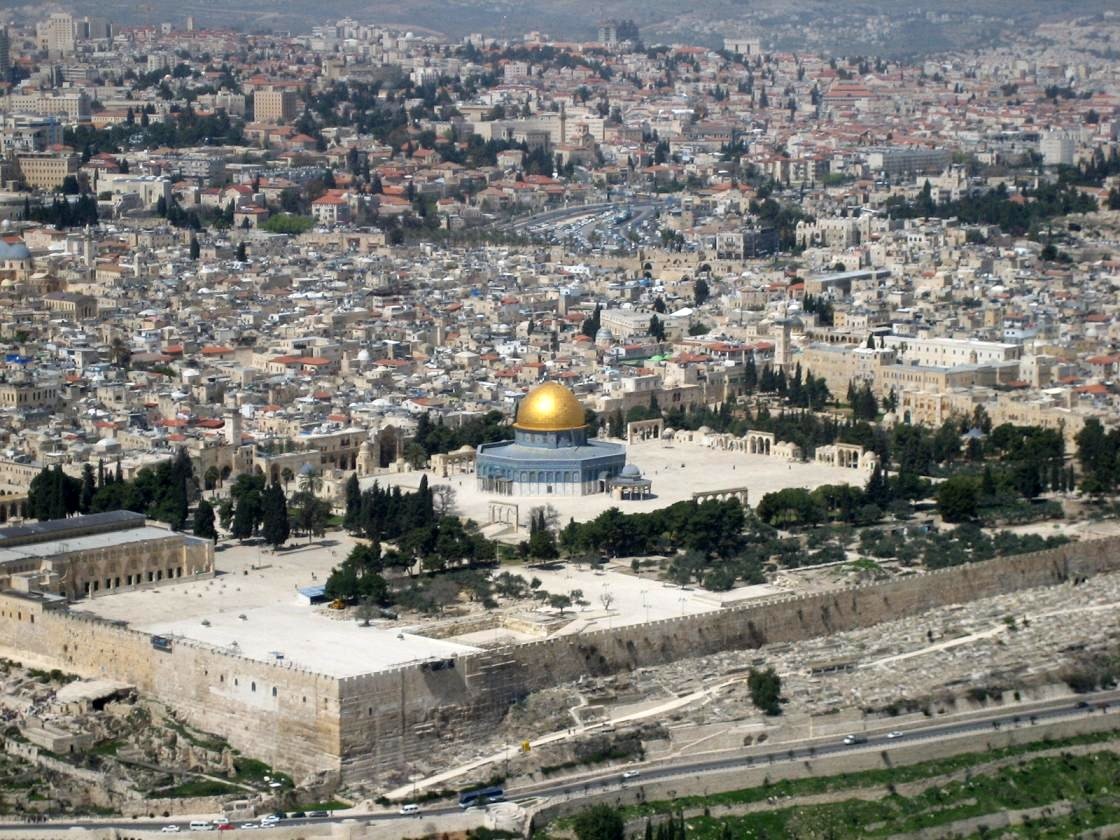
Chrámová hora od jihovýchodu. Uprostřed Skalní dóm, nalevo mešita Al-Aksá

Situace se vyhrotila poté, co Jásir Arafat 13. září 2000 na poslední chvíli upustil od jednostranného vyhlášení Palestinského státu, což mělo za následek eskalaci sporů na palestinské politické scéně, a to zejména ze strany militantních teroristických uskupení Hamas, LFOP.
Návštěva předsedy strany Likud Ariela Šarona na Chrámové hoře ve čtvrtek 28. září 2000, která byla oznámena předem, se stala záminkou k rozpoutání nepokojů a násilí – k počátku druhé intifády či Intifády al-Aksá (zpráva mezinárodní Mitchellovy komise z května 2001 ve své analýze neuvádí cestu Ariela Šarona na Chrámovou horu jako příčinu povstání, což je argument rozšířený v arabských kruzích i ve světě). V pátek, kdy do Jeruzaléma jako obvykle přijely desetitisíce Palestinců z území Palestinské autonomie (PA), si muslimové vyslechli z úst jeruzalémského muftího výzvy k útokům na Židy; po modlitbách napadli blízké izraelské policejní hlídky a začali házet předem připravené balvany na Židy modlící se u Zdi nářků v předvečer svátku Roš ha-šana. Násilí se pak rychle rozšířilo na celé území PA, ale též přímo na území Izraele.

### Druhá intifáda
Násilí a nepokoje propukly bezprostředně 29. září 2000. V prvním týdnu zahynulo na padesát lidí, převážně Palestinců. Izraelská armáda v reakci na nebezpečí pumových útoků obsadila Pásmo Gazy a Západní břeh Jordánu. Proti této situaci se aktivně zapojovaly především Spojené státy americké, které již 4. října v Paříži jednaly za účasti americké ministryně zahraničí Madeleine Albrightové a francouzského prezidenta Jacquese Chiraca. Následně se jednání přesunula do Šarm aš-Šajchu v Egyptě. Přední představitelé obou stran – Jásir Arafat a Ehud Barak se však nesešli, setkaly se pouze delegace obou stran. Jednání byla neúspěšná a násilí dále eskalovalo po brutálním ubití izraelských rezervistů 12. října v Ramalláhu.
Billu Clintonovi se 17. října povedlo přimět Jásira Arafata a Ehuda Baraka k jednání, které se opět uskutečnilo v Šarm aš-Šajchu, a kterého se navíc zúčastnili jak prezident Clinton, tak egyptský prezident Husní Mubarak, jordánský král Abdalláh II. a generální tajemník OSN Kofi Annan.
Nepodařilo se však dospět k písemné dohodě, a tak ze setkání vzešla pouze ústní dohoda, která by měla zaručit ukončení násilí, následné obnovení společného dialogu a vznik komise pro prošetření násilností. Tato dohoda však byla odmítnuta radikálními militantními teroristickými skupinami v čele s Hamasem. Měsíc listopad roku 2000 byl opět ve znamení násilností.

### Izrael před premiérskými volbami
Dne 10. prosince 2000 rezignoval na funkci izraelského předsedy vlády Ehud Barak. V důsledku toho se měly konat nové volby premiéra do 60 dní. Aktuální prognózy favorizovaly Benjamina Netanjahua, ten však nemohl kandidovat, jelikož nebyl členem Knesetu. Opoziční strana Likud tak nominovala na kandidaturu svého předsedu Ariela Šarona.

### Poslední snaha Billa Clintona
Bill Clinton se horečně snažil o mírovou dohodu mezi oběma stranami a tak na 19. prosinec 2000 svolal do Washingtonu mírové rozhovory (19.–23. 12.). Na nich se však nejednalo na nejvyšší úrovni. Za izraelskou stranu zde byl izraelský ministr zahraničních věcí Šlomo Ben Ami, za palestinskou stranu palestinský ministr informací Abíd Rabbú a jako zprostředkovatel působil americký emisar pro Blízký východ Dennis Ross. Řešené problémy byly prakticky shodné s tématy řešenými na summitu v Camp Davidu v červenci.
Bill Clinton navrhl, aby se Palestinci vzdali nároků na návrat všech svých uprchlíků, netrvali na zrušení židovských osad na Západním břehu Jordánu a na oplátku by jim Izrael předal téměř 95 % Západního břehu, celé Pásmo Gazy a zbylých pět procent bude kompenzováno. Ehud Barak 25. prosince 2000 tento návrh akceptoval, avšak Jásir Arafat odmítl. Od počátku druhé intifády do konce roku 2000 zemřelo 326 lidí (283 Palestinců a 43 Izraelců). Posledním pokusem zachránit a uzavřít mírové dohody byl summit konaný 21.–27. 1. 2001 v Tabě. Volby premiéra byly naplánované na 6. února 2001. Poté, co byl Ariel Šaron zvolen premiérem, nařídil jednostranné příměří. Počet obětí na palestinské straně klesl. Od jara 2001 však Izrael čelil přívalu zdrcujících teroristických útoků.

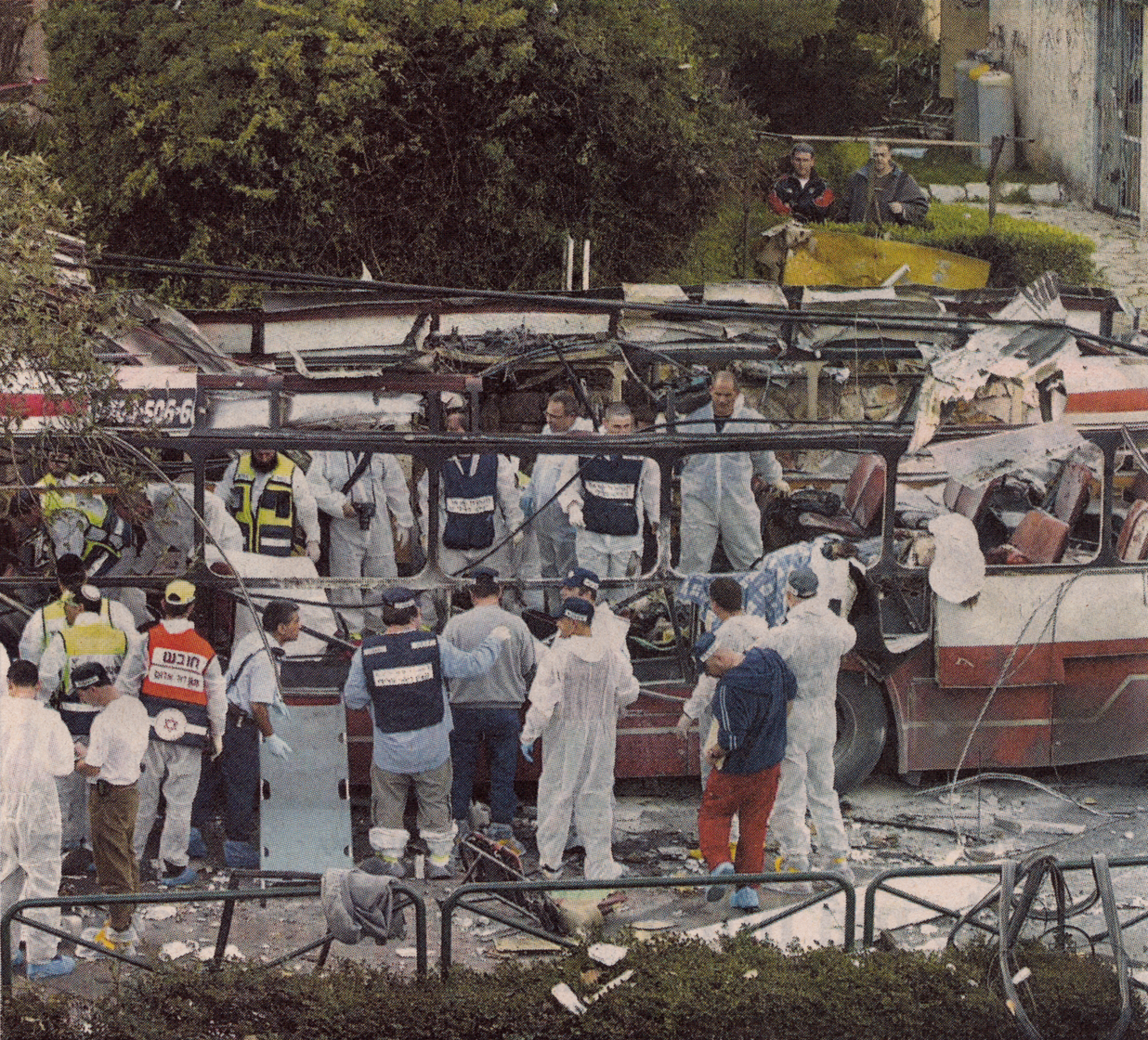
Následky útoku na autobus v Haifě 5. března 2003.

## Teroristické útoky na občany Izraele v době II. intifády
vysvětlivky:
DRUH ÚTOKU

S ...střelba

E/s ...exploze sebevražedná

E/t ...exploze technická (na dálku)

J ...jiné způsoby útoku

POČET OBĚTÍ (kromě pachatelů)

POČ. M. ...počet mrtvých (včetně těžce zraněných, kteří následně podlehli zraněním)

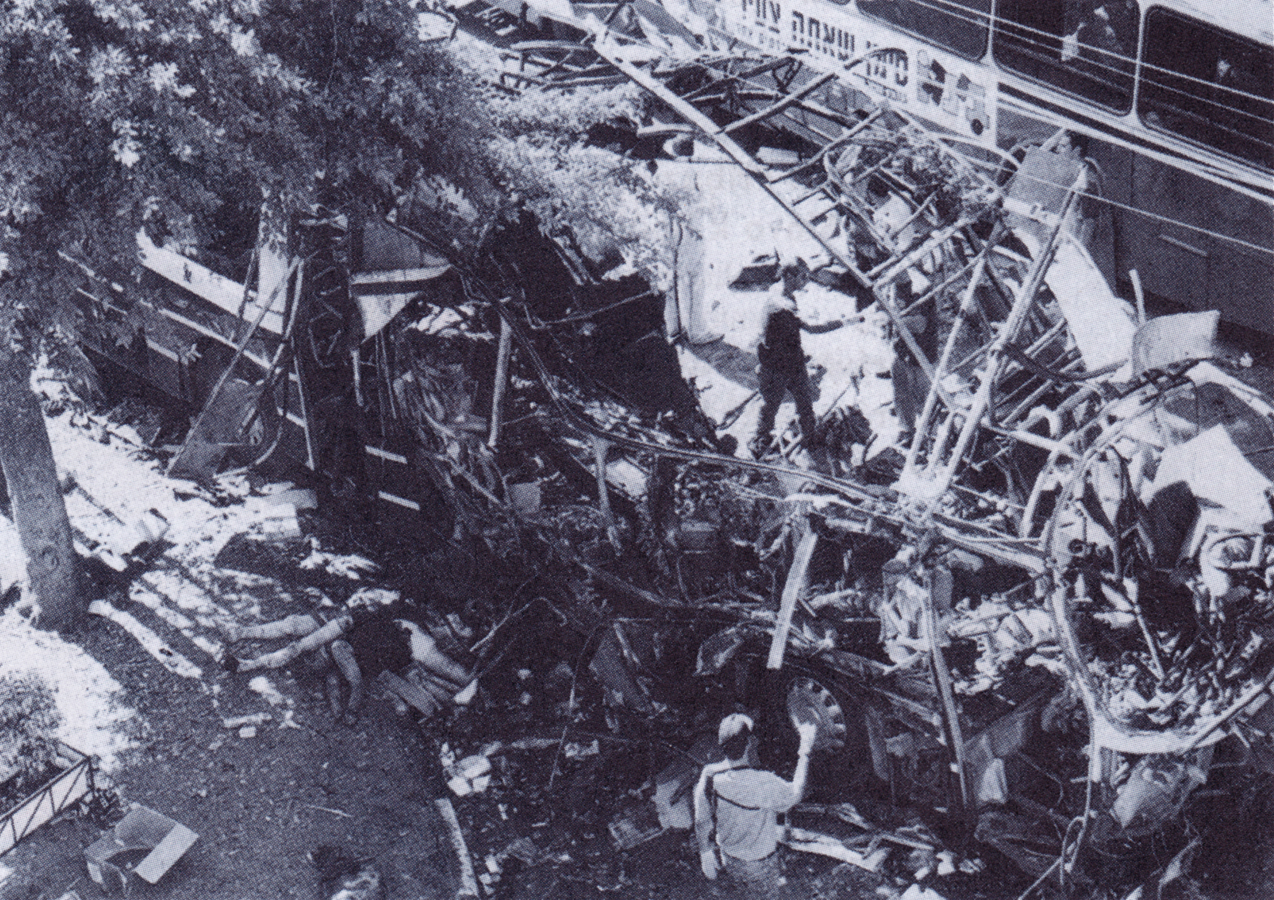
Autobus po teroristickém útoku 18. května 2003 v Jeruzalémě

POČ. Z. T. ...počet zraněných těžce

POČ. Z. L. ...počet zraněných lehce

| DAT. | S/E/J | MÍSTO ÚTOKU               | POPIS ÚTOKU | POČ. M. | POČ. Z.T. | POČ. Z.L. |
| --- | ----- | ------------------------- | --- | ------- | --------- | --------- |
| v roce 2000 |       |                           | |         |           |           |
| 30.9. | J     | Jeruzalém – arabská čtvrť | Palestinci napadli taxík a tloukli a bodali židovského studenta T. Grosmanna                                                                                     |         | 1         |           |
| 12.10. | J     | Ramalláh                  | rozzuřený palestinský dav ubil k smrti dva izraelské vojáky v záloze: 33letý Y. Avrahami byl otcem 3 dětí, 33letý V. Norzhich byl ženatý, jeho žena čekala dítě. | 2       |           |           |
| 2.11. | E/t   | Jeruzalém                 | výbuch bomby v automobilu poblíž tržiště | 3       | 10        | 10        |
| 20.11. | E/t   | pásmo Gazy                | výbuch nálože v okamžiku, kdy kolem projížděl autobus se školáky                                                                                                 | 2       | 9         | 9         |
| 22.11. | E/t   | Hadera – centrum města    | exploze silné nálože v okamžiku, kdy kolem projížděl autobus l. 7                                                                                                | 2       | 2         | 58        |
| Není uvedeno dalších celk. 26 útoků v roce 2000, jejichž následkem přišel o život nejméně 1 člověk (kromě pachatelů). |       |                           | |         |           |           |

| DAT. | S/E/J | MÍSTO ÚTOKU                           | POPIS ÚTOKU | POČ. M. | POČ. Z.T. | POČ. Z.L. |
| --- | ----- | ------------------------------------- | --- | ------- | --------- | --------- |
| v roce 2001 |       |                                       | |         |           |           |
| 17. 1. | S     | Ramalláh                              | připravená vražda 16letého O. Rahuma z Aškelonu, který přijel na schůzku s palestinskou dívkou | 1       |           |           |
| 23. 1. | S     | Tulkarm                               | únos hostů z restaurace, 27letého M. Dajana a 34letého E. Zeitounyho arabskými ozbrojenci | 2       |           |           |
| 1. 2. | S     | silnice č. 60                         | střelba na os. automobil jedoucí z Jeruzaléma do Hebronu; zastřelen 42letý lékař S. Gillis, otec pěti dětí ve věku 3-13 let | 1       |           |           |
| 14. 2. | J     | spojka u Azoru již. od Tel Av.        | Palestinec najel autobusem do skupiny cestujících na autobusové zastávce | 8       | 3         | 25        |
| 4. 3. | E/s   | Netanja                               | palestinský Arab odpálil bombu v batohu na zádech na rušné ulici v centru města | 3       | 60        | 60        |
| 26. 3. | S     | Hebron                                | Palestinští ostřelovači napadli rodinu Passeových. Střela z ostřelovací pušky zasáhla 10měsíční děvčátko do hlavy, zatímco ji matka držela v náručí. Její otec byl zasažen do nohy. | 1       |           | 1         |
| 28. 3. | E/s   | záp. od Kalkilje                      | Palestinec s výbušninou na těle přistoupil ke skupině studentů čekajících na zastávce | 2       | 1         | 3         |
| 28. 3. | E/t   | Jeruzalém- Talpiot                    | V komerční zóně explodovalo auto naložené výbušninou ve chvíli, kdy ho míjel autobus. |         | 7         | 7         |
| 28. 3. | E/s   | Jeruzalém                             | odpálení bomby v blízkosti křižovatky French Hill |         | 20        | 20        |
| 8.5. | J     | v okolí osady Tekoa (již. od Betléma) | dva 14letí chlapci utlučeni k smrti; zohavená těla chlapců byla nalezena druhého dne | 2       |           |           |
| 18. 5. | E/s   | Netanja                               | sebevražedný útočník odpálil nálož na promenádě Hasharon | 5       | ≥100      | ≥100      |
| 29. 5. | S     | silnice – u Neve Daniel               | střelba na automobil na cestě mezi Guš Ecion a Jeruzalémem | 2       | 1         | 2         |
| 1. 6. | E/s   | Tel Aviv                              | sebevražedný útočník odpálil bombu před diskotékou u delfinária | 21      | 120       | 120       |
| 5. 6. | J     | silnice – nedaleko Šíla               | kámen zasáhl auto, v němž cestovala rodina a těžce zranil 5měsíční dítě; 11.6. dítě zemřelo | 1       |           |           |
| 18. 6. | S     | Einav (vých. od Tulkarmu)             | 38letý D. Zisserman smrtelně zraněn střelbou blízko vstupu do osady Einav | 1       |           |           |
| 22. 6. | E/s   | pásmo Gazy                            | dva 19letí izraelští vojáci zahynuli při výbuchu bomby, když se přiblížili k džípu s izraelskou SPZ (Palestinec předstíral, že uvízl a potřebuje pomoc) | 2       |           |           |
| 28. 6. | S     | silnice                               | 27letá K. Veintraubová zasažena střelbou, když se vracela autem se svým synem od lékaře (na silničním obchvatu kolem Džanínu) | 1       | 1         | 1         |
| 2. 7. | S     | Baka a-Sharkia sev. od Tulkarm        | 41letý A. Obadian, otec 4 dětí, zastřelen, když nakoupil na místním tržišti | 1       |           |           |
| 5. 7. | S J   | u vsi Susije v Judsku                 | Nalezeno tělo 51letého J. Har Sinaje, který se nevrátil (2.7.) z pastvy ovcí. Byl zastřelen a v těle měl řadu bodných ran. | 1       |           |           |
| 16. 7. | E/s   | zastávka – Binyamina                  | útočník odpálil bombu na autobus. zastávce v Binyamině u vlakového nádraží | 2       | 3         | 8         |
| 26. 7. | S     | silnice – vých. od Kalkil.            | 17letý R. Landau zastřelen v autě, když se vracel s otcem domů (stejní Palestinci předtím stříleli na děti v Givonu) | 1       |           |           |
| 5. 8. | S     | silnice – Samaří                      | Palestinci zahájili palbu na automobil a zastřelili 40letou T. Blumbergovou, která byla v 5 měsíci těhotenství. Její muž a 14letá dcera utrpěli vážná zranění. | 1       | 3         |           |
| 9. 8. | E/s   | Jeruzalém                             | sebevražedný útočník odpálil bombu v pizzerii Sbarro v centru města | 15      | 130       | 130       |
| 17. 10. | S     | Jeruzalém                             | ministr turistiky R. Ze’evy byl zastřelen před hotelem Hyatt | 1       |           |           |
| 28. 10. | S     | Hadera                                | dva Palestinci, členové palest. policie, zahájili střelbu ze samopalu do lidí na autobusové zast. v centru města | 4       | 3         | 37        |
| 4. 11. | S     | Jeruzalém – French Hill               | Palestinec zahájil střelbu ze samopalu na plný autobus č. 25, který zastavil na červenou na křižovat- ce. (Terorista začal střílet jako šílený ze vzdálenosti několika metrů. Do autobusu vyprázdnil celý zásob- ník než jej policisté zastřelili.) Na místě zemřel 14letý Menaše Regev a 16letá Šošana Ben Isaj. | 2       | 45        | 45        |
| 27. 11. | S     | Afula                                 | dva palestinští střelci zahájili palbu ze samopalů do chodců na pěší zóně (oba teroristé pocházeli z Džanínu) | 2       | 10        | 40        |
| 29. 11. | E/s   | autobus – nedaleko Hadery             | atentátník vyhodil do povětří autobus na lince z Nazaretu do Tel Avivu (v nedalekém Džanínu pochodovalo na 3000 lidí, kteří oslavovali útok) | 3       | 9         | 9         |
| 1. 12. | E/s   | Jeruzalém – ulice Ben Jehudy          | dva teroristé odpálili na svém těle nálož v centru města (k útoku došlo v oblasti, kde se v sobotu večer shromažďuje mládež; všichni mrtví byli mladí muži ve věku 14 až 21 let) | 11      | 17        | 163       |
| 2. 12. | E/s   | autobus – Haifa                       | Palestinec odpálil nálož v přeplněném autobuse č. 16 v Haifě | 15      | 40        | 40        |
| 12. 12. | E/t   | silnice – u os. Emmanuel              | tři teroristé zaútočili na autobus pomocí silné nálože (blízko vstupu do osady Emmanuel, Samaří) | 11      | 30        | 30        |
| Není uvedeno dalších celk. 73 útoků v roce 2001, jejichž následkem přišel o život nejméně 1 člověk (kromě pachatelů). |       |                                       | |         |           |           |

| DAT. | S/E/J | MÍSTO ÚTOKU                           | POPIS ÚTOKU | POČ. M. | POČ. Z.T. | POČ. Z.L. |
| --- | ----- | ------------------------------------- | --- | ------- | --------- | --------- |
| v roce 2002 |       |                                       | |         |           |           |
| 17. 1. | E/s   | Tel Aviv                              | útočník s pasem výbušnin se odpálil na pěší zóně v centru města |         | 14        | 14        |
| 17. 1. | S     | Hadera                                | Palestinský střelec vpadl do společenské místnosti, kde se konal obřad dospělosti bat micva, a začal po účastnících střílet z automatické pušky. | 6       | 35        | 35        |
| 22. 1. | S     | Jeruzalém                             | Palestinec začal střílet z automatické pušky blízko autobusové zast. v centru města | 2       | 40        | 40        |
| 27. 1. | E/s   | Jeruzalém – Jaffská třída             | útočnice (W. Idrís) se odpálila na křižovatce (byla první ženou, která spáchala sebevražedný atentát) | 1       | 4         | ≥150      |
| 2. 3. | E/s   | Jeruzalém – Beit Jisrael              | Palestinský atentátník se odpálil v sobotu večer na místě, kde byli shromážděni lidé při příležitosti oslavy bar-micva. Terorista odpálil bombu vedle skupiny žen s dětskými kočárky, které čekaly na své muže, až se vrátí ze synagogy. Zemřelo 11 lidí, většinou žen a dětí. | 11      | 4         | 46        |
| 3. 3. | S     | u Ofry v Samaří                       | palestinský střelec soustředěnou střelbou útočil na kontrolní stanoviště | 10      | 6         | 6         |
| 5. 3. | S     | Tel Aviv                              | palestinský terorista zahájil palbu na dvě spolu sousedící restaurace ve 2 h. v noci | 3       | ≥30       | ≥30       |
| 5. 3. | E/s   | autobus – Afula                       | palestinský útočník se odpálil v autobuse l. 823, když autobus vjížděl na centrální nádraží | 1       | ≥10       | ≥10       |
| 7. 3. | S J   | Guš Katif – pásmo Gazy                | v noci se palestinský útočník prostříhal skrz ochranný plot do židovské komunity Acmona a začal střílet a házet granáty, všichni mrtví byli 18letí mládenci | 5       | 4         | 19        |
| 9. 3. | E/s   | Jeruzalém                             | palestinský útočník vešel v sobotu večer do zaplněné kavárny Moment a odpálil výbušninu | 11      | 10        | 44        |
| 9. 3. | S J   | Netanja                               | dva Palestinci začali střílet a házet granáty na auta a chodce v sobotu večer v blízkosti městské promenády a přímořských hotelů | 2       | ≥50       | ≥50       |
| 20. 3. | E/s   | autobus – dálnice č. 65               | Palestinec se odpálil v linkovém autobuse jedoucím z Tel Avivu do Nazaretu | 7       | ≥30       | ≥30       |
| 21. 3. | E/s   | Jeruzalém                             | palestinský útočník se odpálil na třídě Krále Jiřího v centru města | 3       | 3         | 83        |
| 27. 3. | E/s   | Netanja                               | v první večer židovského svátku Pesach se v restauraci Park Hotelu odpálil útočník (v místnosti bylo asi 250 hostů) | 30      | 20        | 120       |
| 29. 3. | E/s   | Jeruzalém                             | sebevražedná útočnice se odpálila v supermarketu v Kirjat ha-Jovel | 2       | 2         | 26        |
| 31. 3. | E/s   | Haifa                                 | v zaplněné restauraci Matza se odpálil sebevražedný útočník | 16      | ≥40       | ≥40       |
| 10. 4. | E/s   | autobus – vých. od Haify              | odpálení bomby v autobuse l. 960 na cestě z Haify do Jeruzaléma, na zastávce u kibucu Jagur u Haify | 8       | 22        | 22        |
| 12. 4. | E/s   | Jeruzalém                             | útočnice odpálila silnou nálož na autobusové zast. v Jaffské ulici u vstupu na tržiště | 6       | 140       | 140       |
| 7. 5. | E/s   | Rišon le-Cion                         | sebevražedný útočník odpálil silnou nálož v zaplněném klubu ve 3. podlaží (výbuch způsobil zhroucení části budovy) | 15      | 55        | 55        |
| 27. 5. | E/s   | Petach Tikva                          | útočník se odpálil vedle cukrárny před nákupním střediskem (obětí byla 56letá R. Peled a její 14měsíční vnučka S. Keinan) | 2       | 8         | 29        |
| 5. 6. | E/s   | dálnice č. 65 poblíž Megidda          | automobil naložený výbušninou explodoval vedle autobusu l. 830 jedoucího z Tel Avivu do Tiberiady (o útoku a pozdějším vyšetřování byl natočen film „Oběť č. 17“ („No. 17“), režie D. Ofek, 2003, 75 min)                                                                      | 17      | 3         | 35        |
| 11. 6. | E/s   | Herzlija                              | bombový útok v restauraci, při kterém zemřela 14letá izraelská dívka | 1       | 15        | 15        |
| 18. 6. | E/s   | autobus – Jeruzalém (Beit Safafa)     | útočník odpálil silnou výbušninu v plném autobuse č. 32A na cestě z předměstí Gilo do centra města, ráno v 7:50 | 19      | 6         | 68        |
| 19. 6. | E/s   | Jeruzalém – French Hill               | útočník se odpálil na zaplněné autobusové zast. ráno krátce po 7 h., když se lidé vraceli domů z práce | 7       | 3         | 47        |
| 16. 7. | E/t S | u osady Emmanuel v Samaří             | tři teroristé převlečení do izraelských uniforem útočili na neprůstřelný autobus l. 189 (u silnice vybuchla nastražená bomba – když byl autobus výbuchem zasažen a zranění cestující vystoupili, začali na ně ozbrojenci střílet)                                              | 9       | 20        | 20        |
| 17. 7. | E/s   | Tel Aviv                              | dva sebevražední útočníci koordinovaně odpálili bomby na ulici v blízkosti starého autobus. nádraží | 5       | 38        | 38        |
| 31. 7. | E/t   | Jeruzalém – hora Scopus               | V kavárně Hebrejské univerzity explodovala bomba umístěná v zavazadle. Většina přítomných byli studenti; kavárna je populárním místem studentů i učitelů a byla dosud považována za bezpečné místo. (tisíce Arabů v Gaze oslavovalo útok v ulicích)                            | 9       | 14        | 71        |
| 4. 8. | E/s   | autobus – u Meronu                    | odpálení bomby v plném linkovém autobuse l. 361 jedoucím z Haify do Safedu | 9       | 20        | 30        |
| 18. 9. | E/s   | Umm al Fahm (sev. Izrael)             | terorista se odpálil na autobusové zast. ve chvíli, kdy k němu přistoupil policista, aby jej legitimoval | 1       | 3         | 3         |
| 19. 9. | E/s   | autobus – Tel Aviv                    | palestinský útočník se odpálil v autobuse v Allenbyho ulici naproti Velké synagoze | 6       | 70        | 70        |
| 21. 10. | E/s   | dálnice č. 65 u vádí Ara              | auto naložené asi 100 kg výbušniny explodovalo vedle plného autobusu l. 841 (Kirjat Šmona-Tel Aviv); autobus stál na zastávce, když terorista, pocházející z Džanínu, k němu přijel a odpálil nálož                                                                            | 14      | 50        | 50        |
| 10. 11. | S     | kibuc Metzer vých. od Hadery          | Palestinský terorista vpadl do domku, v němž 34letá R. Ohayon právě četla svým synům, Matanovi (5) a Noamovi (4), pohádku. Matka svým tělem chránila děti, ale on je rozstřílel všechny tři. Venku zastřelil ještě další dva obyvatele kibucu.                                 | 5       |           |           |
| 21. 11. | E/s   | autobus – Kirjat Menahem u Jeruzaléma | Palestinský útočník se odpálil v autobuse č. 20 v ranní dopravní špičce. Autobus byl plný dětí a dospělých jedoucích do školy a do zaměstnání. | 11      | 50        | 50        |
| Není uvedeno dalších celk. 102 útoků v roce 2002, jejichž následkem přišel o život nejméně 1 člověk (kromě pachatelů). |       |                                       | |         |           |           |

| DAT. | S/E/J | MÍSTO ÚTOKU         | POPIS ÚTOKU | POČ. M. | POČ. Z.T. | POČ. Z.L. |
| --- | ----- | ------------------- | --- | ------- | --------- | --------- |
| v roce 2003 |       |                     | |         |           |           |
| 5. 1. | E/s   | Tel Aviv            | dvojitý bombový útok v centru města | 23      | ≥120      | ≥120      |
| 5. 3. | E/s   | autobus - Haifa     | výbuch útočníka roztrhal autobus č. 37 (zemřelí byli většinou mladí lidé, studenti haifské univerzity, a několik dětí)                                  | 17      | 53        | 53        |
| 24. 4. | E/s   | Kfar Sava           | bombový útok u vlakového nádraží | 1       | 2         | 11        |
| 30. 4. | E/s   | Tel Aviv            | sebevražedný útočník se odpálil v restauraci Mike’s Place na pobřeží                                                                                    | 3       | ≥60       | ≥60       |
| 18. 5. | E/s   | autobus – Jeruzalém | útočník přestrojený za žida nastoupil do autobusu č. 6 a krátce poté, co se vůz rozjel, odpálil nálož                                                   | 7       | ≥20       | ≥20       |
| 19. 5. | E/s   | Afula               | bombový útok sebevražedné atentátnice před vchodem do nákupního střediska                                                                               | 3       | ≥70       | ≥70       |
| 11. 6. | E/s   | autobus – Jeruzalém | bombový útok v autobuse č. 14A na Jaffské třídě v centru města                                                                                          | 17      | ≥100      | ≥100      |
| 19. 8. | E/s   | autobus – Jeruzalém | palestinský sebevražedný útočník se odpálil v plně obsazeném autobuse č. 2 na rušné ulici v Jeruzalémě                                                  | 23      | ≥130      | ≥130      |
| 9. 9. | E/s   | Tzrifin u Tel Avivu | bombový útok na zastávce před hlavním vstupem do vojenské základny a nemocnice Assaf Harofeh (místo bylo plné vojáků a hlídané třemi strážci)           | 9       | 30        | 30        |
| 9. 9. | E/s   | Jeruzalém           | v noci pronikl útočník do zaplněné kavárny Hillel, kde se odpálil (mezi mrtvými byl i Dr. Appelbaum s 20letou dcerou, která se měla druhého dne vdávat) | 7       | ≥50       | ≥50       |
| 4. 10. | E/s   | Haifa               | bombový útok palestinské atentátnice z Džanínu v restauraci Maxim                                                                                       | 21      | 60        | 60        |
| Není uvedeno dalších celk. 53 útoků v roce 2003, jejichž následkem přišel o život nejméně 1 člověk (kromě pachatelů). |       |                     | |         |           |           |

| DAT. | S/E/J | MÍSTO ÚTOKU              | POPIS ÚTOKU | POČ. M. | POČ. Z.T. | POČ. Z.L. |
| --- | ----- | ------------------------ | --- | ------- | --------- | --------- |
| v roce 2004 |       |                          | |         |           |           |
| 14. 1. | E/s   | Erez                     | bombový útok palestinské atentátnice na hraničním přechodu (pásmo Gazy) | 4       | 10        | 10        |
| 29. 1. | E/s   | autobus – Jeruzalém      | palestinský policista z Betléma nastoupil do autobusu č. 19 v době ranní špičky, potom odpálil nálož | 11      | 13        | 37        |
| 22. 2. | E/s   | autobus – Jeruzalém      | bombový útok v autobuse č. 14A v neděli ráno | 8       | ≥60       | ≥60       |
| 14. 3. | E/s   | Ašdod                    | dva souběžné výbuchy v přístavu (jednou z obětí byla 30letá M. Marciano, matka dvou malých dětí) | 10      | 16        | 16        |
| 2. 5. | S     | u Guš Katif – pásmo Gazy | 34letá těhotná T. Hatuel a její čtyři děti Merav (2), Roni (7), Hadar (9), Hila (11) zastřeleny v autě. (Dva palestinští ozbrojenci vypálili salvu na jedoucí vůz. Když auto vyjelo z vozovky a zastavilo se, vrazi přišli až k němu a ženu a děti zavraždili střelami do hlavy.) | 5       | 3         | 3         |
| 31. 8. | E/s   | 2 autobusy – Beer Ševa   | dva souběžně provedené atentáty na městské autobusy jedoucí po hlavní třídě | 16      | ≥100      | ≥100      |
| Není uvedeno dalších celk. 36 útoků v roce 2004, jejichž následkem přišel o život nejméně 1 člověk (kromě pachatelů). |       |                          | |         |           |           |